# Крвава кошуља
„Крвава кошуља“ је југословенски филм из 1957. године. Режирао га је Жорж Скригин, а сценарио је писао Алексије Обрадовић.

## Улоге
| Глумац               | Улога |
| -------------------- | ----- |
| Душан Булајић        |       |
| Марија Црнобори      |       |
| Ана Николић          |       |
| Мира Николић         |       |
| Васа Пантелић        |       |
| Радомир Раша Плаовић |       |
| Миливоје Живановић   |       |

Комплетна филмска екипа  ▼
| Редитељ              | Жорж Скригин       |         |
| Сценариста           | Алексије Обрадовић |         |
| Композитор           | Бојан Адамич       |         |
| Директор фотографије | Велибор Андрејевић |         |
| Mонтажер             | Олга Скригин       |         |
| Сценограф            | Миомир Денић       |         |
| Уметнички директор   | Вељко Деспотовић   |         |
| Одсек за шминку      | Сава Кошничаревић  | шминкер |